# Episodi di Tyrant (seconda stagione)
La seconda stagione della serie televisiva Tyrant è stata trasmessa in prima visione negli Stati Uniti d'America sul canale via cavo FX dal 16 giugno al 1º settembre 2015.
In Italia, la stagione è andata in onda in prima visione sul canale satellitare Fox dal 14 ottobre all'11 novembre 2015.
| nº | Titolo originale             | Titolo italiano            | Prima TV USA      | Prima TV Italia  |
| -- | ---------------------------- | -------------------------- | ----------------- | ---------------- |
| 1  | Mark of Cain                 | Il segno di Caino          | 16 giugno 2015    | 14 ottobre 2015  |
| 2  | Enter the Fates              | I propri destini           | 23 giugno 2015    | 14 ottobre 2015  |
| 3  | Faith                        | Fede                       | 30 giugno 2015    | 21 ottobre 2015  |
| 4  | A House Built on Sand        | La partenza di Daliyah     | 7 luglio 2015     | 21 ottobre 2015  |
| 5  | A Viper in the Palace        | Una vipera a palazzo       | 14 luglio 2015    | 28 ottobre 2015  |
| 6  | The Other Brother            | L'altro fratello           | 21 luglio 2015    | 28 ottobre 2015  |
| 7  | The Awful Grace of God       | La terribile grazia di Dio | 28 luglio 2015    | 4 novembre 2015  |
| 8  | Fathers and Sons             | Padri e figli              | 4 agosto 2015     | 4 novembre 2015  |
| 9  | Inside Men and Outside Women | Questione di fiducia       | 11 agosto 2015    | 4 novembre 2015  |
| 10 | Zanjir                       | Catene infrante            | 18 agosto 2015    | 11 novembre 2015 |
| 11 | Desert Storm                 | Tempesta nel deserto       | 25 agosto 2015    | 11 novembre 2015 |
| 12 | Pax Abuddin                  | Pax Abuddin                | 1º settembre 2015 | 11 novembre 2015 |